# 롱겔라프 환초

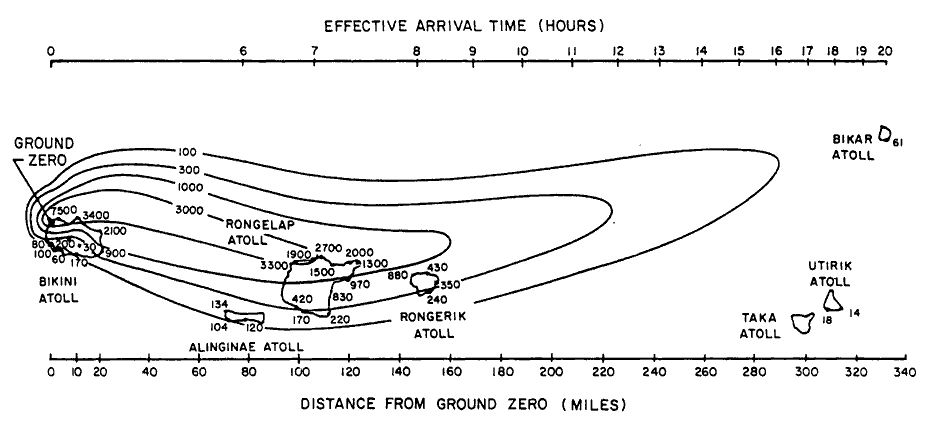
1954년 롱겔라프 환초(가운데)에서 일어난 수소탄 실험

롱겔라프 환초(Rongelap Atoll)는 태평양에 위치한 마셜 제도의 환초로, 랄리크 열도에 속하며 61개 섬으로 구성된 환초이다. 마셜 제도를 구성하는 24개 입법 선거구 가운데 하나이며 육지 면적은 8.0km2, 석호 면적은 2,600km2, 인구는 19명(1999년 기준)이다. 1954년 미국이 이 곳 부근에서 수소탄 실험을 실시했다.